# 八字山
八字山，古名四望山、四望矶、石头山、石城山，南京的山峰，位于挹江门内，中山北路南侧。石头津坐落于此。海拔43米。
南京地方志有载此山：“吴大帝尝与仙者葛元（玄）共登涉之，山势崭绝，足供远眺，故名四望也。”孙皓曾杀中郎将陈声于此。温峤曾讨伐苏峻于此。南朝宋时期，参与刘劭巫蛊诅咒宋文帝的王鹦鹉、严道育等人被焚尸于四望山。1929年，为迎接孙中山的灵柩从中山北路经过，当时的国民政府用石头在山腰垒出“忠孝、仁爱、信义、和平”八个大字，从此改称此山为“八字山”。1949年后，共产党政府把字变成“发展生产、繁荣经济”八个繁体字。至“文革”期间，再次修改了八个大字为“团结、紧张、严肃、活泼”。